# 肖孟奎
肖孟奎（？—），男，中华人民共和国军事人物，中国人民解放军少将，现任解放军军事法院副院长、党委副书记，二级大法官。